# Spartacus (film)
Spartacus är en amerikansk episk film från 1960 i regi av Stanley Kubrick. Filmen bygger på romanen Spartakus av Howard Fast. Titelrollen spelas av Kirk Douglas. Filmen vann fyra Oscar vid Oscarsgalan 1961.

## Handling
Historien utspelar sig i Romerska republiken och handlar om de speciella slavar som tränades till gladiatorer och bjöd betalande åskådare på grovt, ofta dödligt underhållningsvåld. Filmen är baserad på den historiska personen Spartacus, spelad av Kirk Douglas, som är huvudperson. Spartacus startar ett uppror bland gladiatorerna som får uppleva frihet under en kort period.

## Rollista (i urval)
| Kirk Douglas     | – Spartacus               |
| Laurence Olivier | – Marcus Licinius Crassus |
| Jean Simmons     | – Varinia                 |
| Charles Laughton | – Sempronius Gracchus     |
| Peter Ustinov    | – Lentulus Batiatus       |
| John Gavin       | – Julius Caesar           |
| Tony Curtis      | – Antoninus               |
| Nina Foch        | – Helena Glabrus          |
| John Ireland     | – Crixus                  |
| Herbert Lom      | – Tigranes Levantus       |
| John Dall        | – Marcus Publius Glabrus  |
| Charles McGraw   | – Marcellus               |
| Joanna Barnes    | – Claudia Marius          |
| Harold Stone     | – David                   |
| Woody Strode     | – Draba                   |
| Peter Brocco     | – Ramon                   |

## Om filmen
Filmen hade biopremiär i USA den 7 oktober 1960.

## Galleri

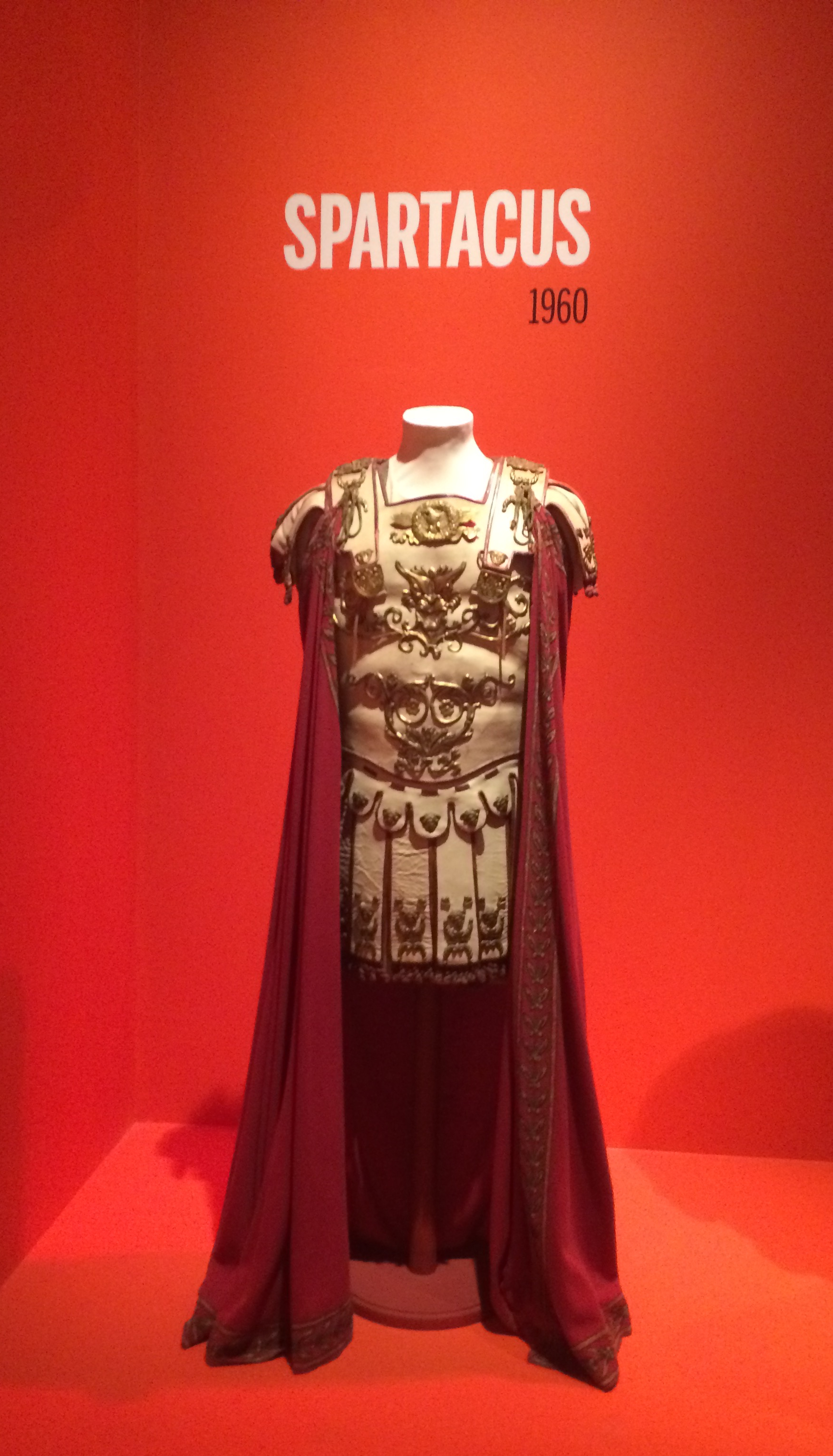
Kostym buren av Laurence Olivier i filmen, vid Stanley Kubrick: The Exhibit vid Toronto International Film Festival, Kanada (2015).